# Curt Beckmann

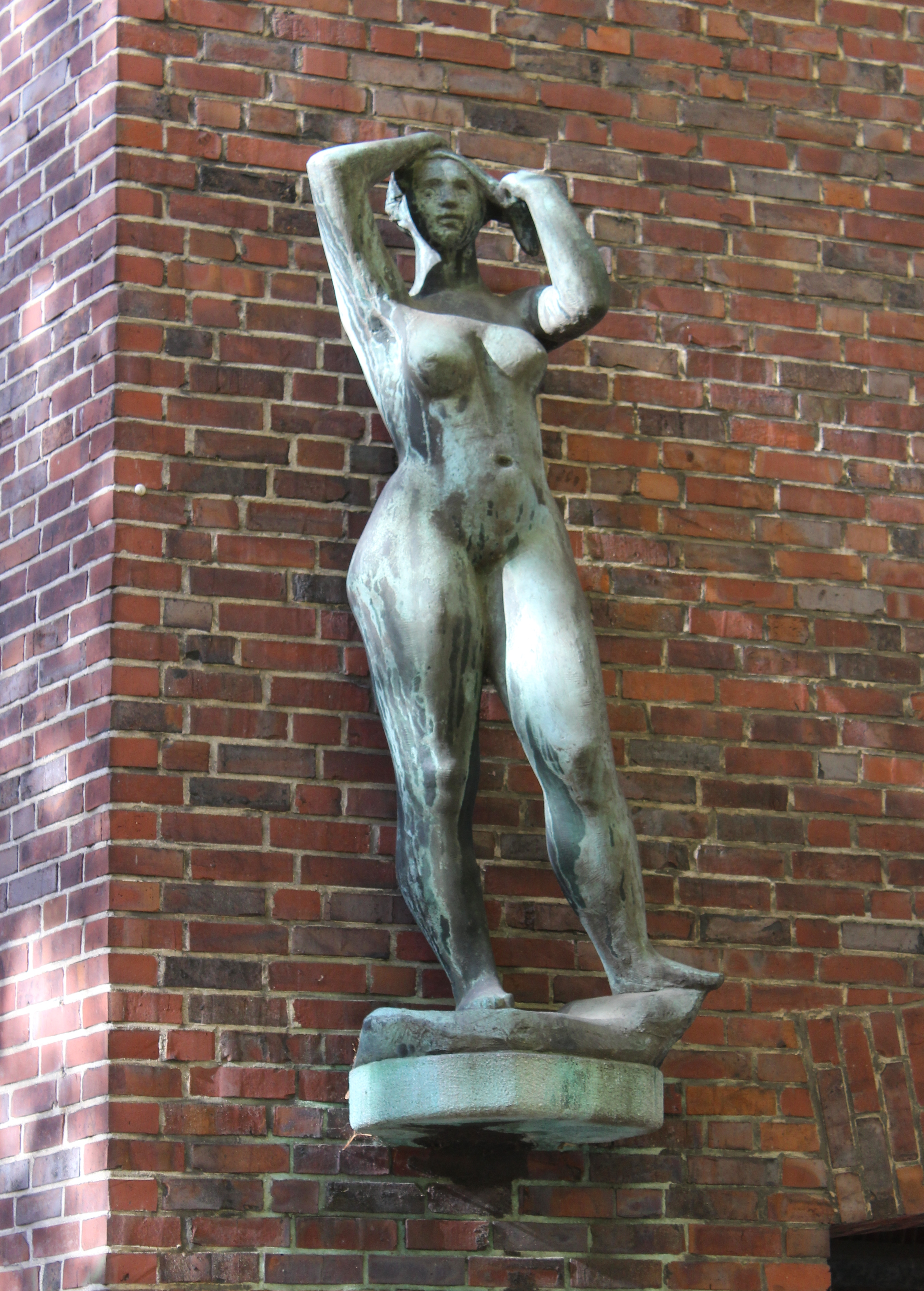
„Frauenakt“ (1952)

Curt Beckmann (* 26. April 1901 in Solingen; † 1. Januar 1970 in Düsseldorf) war ein deutscher Bildhauer.

## Leben
Curt Beckmann studierte an der staatlichen Kunstakademie Düsseldorf und war Meisterschüler bei Hubert Netzer und Richard  Langer.
Er war Mitglied der Rheinische Sezession, in Das Junge Rheinland, im Künstlerverein Malkasten, im Westdeutschen Künstlerbund und im Deutschen Künstlerbund. 1939 und 1942 war Beckmann mit je einer bronzenen Porträtbüste auf der Großen Deutschen Kunstausstellung in München vertreten.
Curt Beckmann war zweimal verheiratet und hatte sechs Kinder. Seine zweite Frau war die aus Hamburg stammende Malerin und später in Düsseldorf auch als Galeristin tätige Babette Beckmann (1920–2011).
Nach dem Krieg lebte Curt Beckmann einige Zeit in einem Atelier in Hamburg-Alsterdorf, wo er in engem Kontakt zur Familie von Wolfgang Borchert stand. Dieser benannte den Protagonisten aus seinem Drama Draußen vor der Tür nach Beckmann.